# Lewis Bayly
Lewis Bayly (asi 1565, Carmarthen – 26. října 1631, Bangor) byl anglický puritán, anglikánský biskup a náboženský spisovatel.
Doktorát z teologie získal na univerzitě v Oxfordu. Od roku 1616 byl biskupem v Bangoru (severní Wales).
Jeho spis The Practice of Piety se dočkal desítek vydání a byl přeložen do řady jazyků. Do češtiny jej přeložil a adaptoval Jan Amos Komenský (Praxis pietatis, Lešno 1630).